# Dolcetto d'Acqui superiore
Le Dolcetto d'Acqui est un vin rouge italien de la région Piémont doté d'une appellation DOC depuis le 1er septembre 1972. Seuls ont droit à la DOC les vins rouges récoltés à l'intérieur de l'aire de production définie par le décret. Les vignobles autorisés se situent en province d'Alexandrie, dans les communes Alice Bel Colle, Bistagno, Cartosio, Cassine, Castelletto d'Erro, Castelnuovo Bormida, Cavatore, Denice, Grognardo, Melazzo, Montechiaro d'Acqui, Morbello, Orsara Bormida, Ponti, Ponzone, Ricaldone, Rivalta Bormida, Sezzadio, Spigno Monferrato, Strevi, Terzo et Visone.
Les vignobles se situent sur des pentes des nombreuses collines autour de Acqui Terme. La superficie plantée en vignes est de 447 hectares.
Le vin rouge du Dolcetto d'Acqui superiore répond à un cahier des charges plus exigeant que le Dolcetto d'Acqui, essentiellement en relation avec le titre alcoolique et le vieillissement.
Vieillissement légal minimum : 12 mois.

## Caractéristiques organoleptiques
- couleur : rouge rubis avec tendance au rouge brique avec le vieillissement.
- odeur : vineux, agréablement caractéristique
- saveur : sèche, puissant, légèrement amer (amarognolo) ou au parfum d’amande

Le  Dolcetto d'Acqui superiore se déguste à une température de 15 – 17 °C et il se gardera 3 – 4 ans.

## Association de plats conseillée
Hors-d’œuvre divers, agnolottis, des  risottos et tagliatelles aux champignons, escalopes de veau.

## Production
Province, saison, volume en hectolitres :
- pas de données disponibles